# Luan Peters
Luan Peters, nota anche con lo pseudonimo di Karol Keyes (Londra, 18 giugno 1946 – 24 dicembre 2017), è stata un'attrice e cantante britannica.

## Biografia
Nata Carol Ann Hirsch, Luan Peters fece il suo debutto artistico ancora bambina, a 4 anni. A 16 anni vinse un concorso scolastico grazie alla convincente interpretazione nella commedia shakesperiana La dodicesima notte.
Adolescente, si esibiva nei caffè di Manchester con una band di cui era frontman, Karol Keyes and the Big Sound. Nel frattempo studiava alla scuola di recitazione. 
Nei primi Anni Sessanta riuscì a incidere il primo vinile, "The Good Love The Bad Love" "Gonna Find me a Substitute"  con la EMI Audition Recording. Fino al 1981 inciderà in totale 12 singoli. 
Ma non fu la musica a renderla popolare in patria e all'estero. La passione per la recitazione, infatti, la premiò sul finire del decennio lanciandola come icona dei film horror e sexy. La Hammer Films Production, specializzata in film dell'orrore con ambientazione gotica, cavalcando le nuove tendenze coniugò l'eros ai classici del genere horror con la Trilogia dei Karnstein, pellicole liberamente ispirate a Carmilla di Joseph Sheridan Le Fanu. Peters recitò in due film della trilogia: Mircalla, l'amante immortale e Le Figlie di Dracula nei quali recitava accanto a Peter Cushing e Dennis Price. 
Se da un lato quei generi le garantirono un certo successo, dall'altro la relegarono a produzioni sempre dello stesso tenore: Not Tonight, Darling (1971), The Flesh and Blood Show (1972), Vampira (1974), La valle del Minotauro (1976), The Wildcats of St. Trinian's (1980), Pacific Banana (1981). Riuscì a differenziare i ruoli sul piccolo schermo, partecipando ad alcune serie televisive quali Z-Cars, Dear Mother... ...Love Albert, Investigatore offresi, Coronation Street, due apparizioni nella celebre Doctor Who, Target, I Professionals e nell'episodio The Psychiatrist di Fawlty Towers. 
L'ultima apparizione risale al 1990, in un episodio del poliziesco britannico Metropolitan Police. 
Muore a Londra la Vigilia di Natale del 2017. La notizia del suo decesso è però resa pubblica sei mesi dopo, nel giugno 2018.

## Filmografia

### Cinema
- Man of Violence, regia di Pete Walker (1970)
- La trappola (Freelance), regia di Francis Megahy (1970)
- Mircalla, l'amante immortale (Lust for a Vampire), regia di Jimmy Sangster (1971)
- Le figlie di Dracula (Twins of Evil), regia di John Hough (1971)
- Not Tonight, Darling, regia di Anthony Sloman (1971)
- The Flesh and Blood Show, regia di Pete Walker (1972)
- Go Girl, regia di Steven Collins e Kenneth F. Rowles - cortometraggio (1972)
- Vampira, regia di Clive Donner (1974)
- La valle del minotauro (The land of the Minotaur), regia di Kostas Karagiannis (1976)
- The Wildcats of St. Trinian's, regia di Frank Launder (1980)
- Pacific Banana, regia di John D. Lamond (1981)

### Televisione
- Mickey Dunne – serie TV, episodio 1x06 (1967)
- Dixon of Dock Green – serie TV, episodio 14x07 (1967)
- Crossroads – serial TV, 9 episodio (1967)
- Crime Buster – serie TV, episodio 1x05 (1968)
- Nana – miniserie TV, 2 puntate (1968)
- The Caesars – miniserie TV, 1 puntata (1968)
- Adam Strange (Strange Report) – serie TV, episodio 1x07 (1969)
- Z Cars – serie TV, episodi 6x35-6x36-6x334 (1967-1970)
- Dear Mother... ...Love Albert – serie TV, episodi 3x01-3x03-3x06 (1971)
- Coronation Street – serial TV, 6 episodi (1971)
- Investigatore offresi (Public Eye) – serie TV, episodi 3x07-5x11 (1968-1971)
- On the Buses – serie TV, episodio 5x07 (1971)
- Gli uomini della Raf (Pathfinders) – serie TV, episodio 1x01 (1972)
- Doctor Who – serie TV, episodi 4x30-10x11 (1967-1973)
- Crown Court – serie TV, episodi 2x37-2x38-2x39 (1973)
- Il nido di Robin (Robin's Nest) – serie TV, episodio 1x03 (1977)
- Whodunnit? – serie TV, episodio 5x01 (1977)
- Target – serie TV, episodio 1x08 (1977)
- I Professionals (The Professionals) – serie TV, episodio 1x05 (1978)
- Mixed Blessings – serie TV, episodio 2x01 (1978)
- Fawlty Towers – serie TV, episodio 2x02 (1979)
- The Enigma Files – serie TV, episodio 1x05 (1980)
- Cannon and Ball – serie TV, 5 episodi (1979-1980)
- Metropolitan Police (The Bill) – serie TV, episodi 5x30-6x67 (1989-1990)

## Discografia
- The Good Love The Bad Love/Gonna Find me a Substitute (Karol Keyes & the Big Sound, Unreleased Abbey Rd. EMI audition Recording)
- No One Can Take Your Place/You Beat Me to the Punch (Fontana TF517 December 1964) (as Karol Keyes)
- One in a Million (1964) (as Karol Keyes)
- A Fool in Love/The Good Love and the Bad Love (1966) (as Karol Keyes)
- Don't Jump (1966) (as Karol Keyes)
- Can't You Hear the Music"/"The Sweetest Touch (Fontana TF 846 July 1967) (as Karol Keyes)
- Crazy Annie/ Colours (1970)
- Everything I Want to Do/Billy Come Down (1973, Polydor)
- Love Countdow, CBS, Germany)
- Dolphin Dive (1979)
- It's Me Again Margaret/Henhouse Holiday (1980, Precision)
- Trouble (1981, from the film Pacific Banana)